# Heinrich Wilhelm von Anhalt

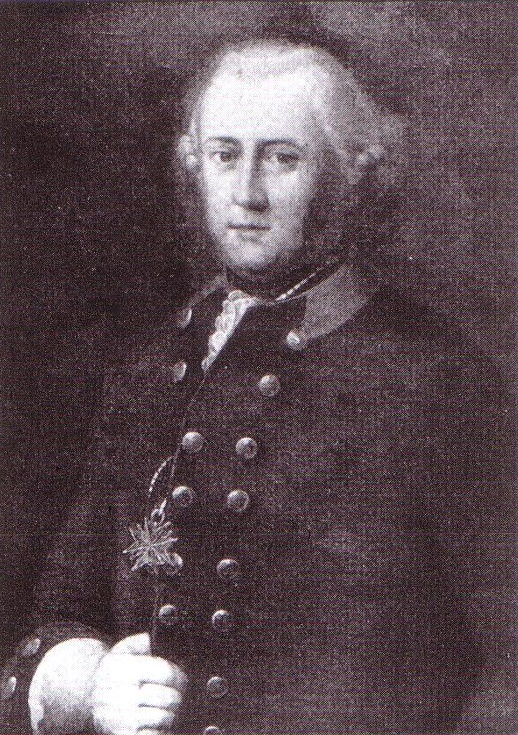
Heinrich Wilhelm von Anhalt

Heinrich Wilhelm von Anhalt (* 24. Dezember 1734 in Capelle (Anhalt); † 10. Dezember 1801 in Ziesar) war ein preußischer Offizier, zuletzt General der Infanterie, Generalinspekteur der Infanterie in Ostpreußen sowie Amtshauptmann zu Lebus und Erbherr zu Plaue.

## Leben

### Herkunft
Heinrich Wilhelm war der uneheliche Sohn des Erbprinzen Wilhelm Gustav von Anhalt-Dessau und seiner Geliebten Henriette Marianne, geborene Schardius. Sie war die Tochter des Generalsuperintendenten von Dessau Johann Peter Schardius († 1733). Sie heiratete später den Geheimen Konsistorialrat Günther in Köthen.

### Militärkarriere
Nach dem Tod des Vaters 1737 kümmerte sich sein Onkel Moritz von Anhalt-Dessau um ihn. Dieser war preußischer Generalfeldmarschall. Er lernte bei ihm das Soldatenhandwerk und das Ingenieurswesen. Am 5. April 1752 wurde Anhalt zunächst unter dem Namen von Wilhelmi als Sekondeleutnant im Regiment zu Fuß „Prinz Moritz von Anhalt-Dessau“ angestellt.
Mit Beginn des Siebenjährigen Krieges wurde er an den Generalleutnant Johann Dietrich von Hülsen weiter empfohlen, der ihn dem König empfahl. Er wurde so Flügeladjutant und Quartiermeister des Königs. Nach der Schlacht von Liegnitz wurde er zum Kapitän befördert. Am 3. Januar 1761 erhob ihn Friedrich II. unter dem Namen von Anhalt in den preußischen Adel. Im gleichen Jahr bekam er für seinen Mut in dem Gefecht von Schlesisch-Neustadt den Orden Pour le Mérite. Er wurde dann Major und hatte die Aufsicht über die königliche Plan- und Gartenkammer. Im Juni 1762 nach der Schlacht bei Burkersdorf wurde er Oberstleutnant. Am 13. April 1763 wurde er Amtshauptmann von Lebus. Im Jahr 1764 wurde er Oberst und zwei Jahre später im Juni Generalquartiermeister sowie nach dem Tode des Generalmajors von Ingersleben auch Hofjägermeister. Er behielt die Stellen bis 1781. Im Oktober 1767 bekam er zusätzlich noch das Stift Münster mit der Frei-Grafschaft Heyden als Lehen. Sie war dem König nach dem Tod des letzten Grafen, dem Freiherrn von Vehlen, zugefallen. Am 3. Mai 1779 wurde er zum Generalmajor ernannt. Noch 1778 war er beim Heer im Bayerischen Erbfolgekrieg. Er stürzte aber mit seinem Pferd und ging nach Schweidnitz, um sich zu kurieren. Er litt seit dem Sturz an Ohnmachtsanfällen. Am 4. Juni 1781 wurde Anhalt Chef des in Breslau stationierten Regiments zu Fuß „von Falkenhayn“.
Am 20. Mai 1782 wurde er zum Generalleutnant ernannt. Am 22. September 1783 erhielt er das Regiment zu Fuß „von Stutterheim“ als Nachfolger des Generalleutnants Joachim Friedrich von Stutterheim in Königsberg. Zugleich wurde er Generalinspekteur der ostpreußischen Infanterie und Gouverneur von Königsberg. Dieses Amt behielt er bis zu seiner Dimission am 16. Oktober 1786. Er schied dann mit einer Pension von 4000 Talern aus dem aktiven Dienst.
Am 9. November 1786 wurde er durch Friedrich Wilhelm II. für seine langjährigen Verdienste zum Ritter des Schwarzen Adlerordens geschlagen. Anhalt zog sich auf sein Schloss Plaue zurück, das er aber wieder verkaufte, um sich in der Stadt Ziesar ein Haus zu kaufen.
Heinrich Wilhelm von Anhalt stand bei Friedrich II. in hohem Ansehen. So kam er noch kurz vor dem Tod des Königs nach Potsdam, um militärische Angelegenheiten zu besprechen. Er erbte eine wertvolle goldene Tabaksdose aus dem Nachlass des Königs. Auch König Friedrich Wilhelm III. schätzte ihn sehr, so dass er ihn am 20. Mai 1798 zum General der Infanterie beförderte.
Es heißt aber, dass er in der Armee unbeliebt war. Er galt als Intrigant, so sollten begabte Offiziere seinetwegen die Armee verlassen haben, so zum Beispiel Friedrich Wilhelm von Steuben, der später nach Amerika ging. Der General Prinz Heinrich und auch General Seydlitz sollen ihn gehasst haben.

### Adelserhebung
Am 3. Januar 1761 erhob der König ihn und seinen Bruder Karl Philipp – dieser war zu der Zeit Leutnant bei der Artillerie – unter dem Namen von Anhalt in den preußischen Adelsstand. Sie wurden zu Herren von Anhalt, ihre Halbbrüder erhielten den Titel Grafen von Anhalt.

### Familie
Am 10. März 1768 heiratet Anhalt in Berlin Caroline Friederike von Wedel (1748–1780). Sie war die Tochter des Generalleutnant Carl Heinrich von Wedel. Das Paar hatte folgende Kinder:
- Friedrich Wilhelm Karl Franz (* 22. Juni 1769; † 16. April 1837), preußischer Generalmajor ⚭ 1795 Caroline Ludovika von Weiss (* 10. Oktober 1773; † 19. Januar 1825), Tochter von Johann Jakob von Weiss und Hanna Barbara Koppen
- Christiane Friederike Wilhelmine (* 16. Dezember 1770; † 31. Dezember 1832)

⚭ 1787 Otto Georg von Stutterheim († 1. Oktober 1817) (Geschieden 1797), Sohn von Joachim Friedrich von Stutterheim
⚭ Jules Gabriel de Seigneux (* 24. Januar 1768; † 27. November 1834) (Geschieden 1804). Er war der Geliebte von Juliane von Sachsen-Coburg-Saalfeld.
In zweiter Ehe war er seit 18. April 1797 mit der Fischerstocher Sophie Gericke (1760–1826) verheiratet.